# جيسيكا أغيلار
جيسيكا أغيلار (بالإسبانية: Jessica Aguilar؛ بالإنجليزية: Jessica Aguilar) هي فنانة الدفاع عن النفس مكسيكية وأمريكية، ولدت في 8 مايو 1982 في المكسيك.

## وصلات خارجية
- الموقع الرسمي
- جيسيكا أغيلار على موقع يو إف سي (الإنجليزية)
- جيسيكا أغيلار على موقع بيلاتور (الإنجليزية)
- جيسيكا أغيلار على موقع شيردوغ (الإنجليزية)
- جيسيكا أغيلار على موقع Tapology.com (الإنجليزية)
- جيسيكا أغيلار على موقع IMDb (الإنجليزية)
- جيسيكا أغيلار على موقع قاعدة بيانات الفيلم (الإنجليزية)